# Прінс Квабена Аду
Прінс Квабена Аду (англ. Prince Kwabena Adu, 23 вересня 2003, Суньяні) — ганський футболіст, нападник клубу «Вікторія» (Пльзень).

## Клубна кар'єра
Вихованець академії ганського клубу «Бечем Юнайтед». За основну команду клубу дебютував 29 грудня 2019 проти клубу «Ельміна Шаркс» у віці 16 років, також відзначившись дебютним забитим голом. У своєму дебютному сезоні відразу ж став одним із ключових гравців у клубі, чим привернув до себе увагу з боку багатьох клубів. У жовтні 2020 року футболіст потрапив до списку 60 найперспективніших футболістів за версією The Guardian.
У лютому 2023 року футболіст прибув на перегляд до білоруського клубу «Іслоч». Незабаром футболіст підписав з клубом контракт до кінця 2024 року. Дебютував за клуб 18 березня 2023 року у матчі проти мінського «Динамо», вийшовши на заміну на 28 хвилині. Дебютні голи за клуб забив 7 квітня 2023 року в матчі проти «Сморгоні», оформивши дубль. Потрапив до символічної збірної Вищої Ліги за підсумками 3 туру. У липні 2023 року за інформацією джерел до футболіста був інтерес з боку закордонних клубів. Черговий дубль оформив 23 липня 2023 року в матчі Кубка Білорусії проти «Макслайна». У серпні 2023 року з'явилася інформація, що футболістом цікавляться сербські, австрійські, латвійські та українські клуби, а саме український напрямок був найімовірніший.
У вересні 2023 року футболіст перейшов до українського клубу «Кривбас», з яким уклав чотирирічний контракт. У білоруського клубу контракт футболіста викупив його агент.